# Sylviane Berthod
Sylviane Berthod (* 25. April 1977 in Salins) ist eine ehemalige Schweizer Skirennfahrerin. Sie ist vierfache Schweizermeisterin in der Abfahrt (1997, 1998, 1999) und im Riesenslalom (1998).

## Biografie
Berthod begann ihre internationale Karriere mit dem Gewinn der Juniorenweltmeisterschaft in der Abfahrt 1995 und im Super-G 1996, wobei ihr Sieg an jenem 28. Februar unter außergewöhnlichen Umständen zustande kam, weil sie beim Start den rechten Stock verlor (trotzdem hatte sie letztlich einen Vorsprung von 1,21 Sekunden auf die zweitplatzierte Slowenin Katarina Breznik). Schon einen Tag zuvor war sie Zweite in der Abfahrt geworden. Die Stiftung Schweizer Sporthilfe zeichnete sie als „Nachwuchsathletin des Jahres 1996“ aus. Ihr erstes Weltcuprennen bestritt sie im Januar 1996. Größter Erfolg war der Sieg in der Abfahrt von St. Moritz im Dezember 2001, ihr einziger im Weltcup. Zwei Jahre zuvor hatte sie sich auf der gleichen Strecke, ohne zu stürzen, einen Kreuzbandriss zugezogen.
Sie nahm viermal an alpinen Skiweltmeisterschaften teil (1999, 2001, 2003, 2005). Ihre beste Platzierung erreichte sie 1999 in Vail mit einem 7. Platz in der Abfahrt. Den gleichen Platz erreichte sie drei Jahre später bei der Olympiaabfahrt von Snowbasin. Da sie im Schweizer Nationalkader keinen Platz mehr fand, gab sie im Mai 2008 ihren Rücktritt bekannt.
Berthod engagiert sich im sozial Bereich und ist Vorstandsmitglied der 1999 gegründeten Hilfsorganisation "Étoiles des neiges", die sich für Kinder einsetzt, die an der Stoffwechselkrankheit Mukoviszidose erkrankt sind.

## Weltcupsiege
| Datum             | Ort        | Land    | Disziplin |
| ----------------- | ---------- | ------- | --------- |
| 21. Dezember 2001 | St. Moritz | Schweiz | Abfahrt   |